# Auguste Castan
Pour les articles homonymes, voir Castan.
Ferréol François Joseph Auguste Castan est un bibliothécaire, archiviste, historien et archéologue français né à Besançon le 20 novembre 1833 et mort dans la même ville le 27 juin 1892.

## Biographie
Fils d’Antoine Castan et de Caroline Margot, tous deux marchands de cuir, Auguste Castan effectue ses études au Collège royal de Besançon jusqu’en 1852, pour ensuite fréquenter l'École impériale des chartes, où il y rédige une thèse intitulée Essais sur l'origine de la commune de Besançon et en sort major en 1855. Il rentre alors dans sa ville natale où il devient l'adjoint de Charles Weiss à la bibliothèque municipale avant d'en prendre la direction de 1866 à la mort de ce dernier. Érudit et formé aux méthodes de recherche, Auguste Castan fait plusieurs découvertes importantes dans le fonds ancien de la bibliothèque et en publie les catalogues des manuscrits et des incunables. Il réorganise également les services et effectue de nombreuses acquisitions.
Par exemple, il acquiert les 75 portefeuilles des papiers Duvernoy en 1860 et fait entrer 2000 estampes provenant de la succession de Gaston Marquiset, 2000 volumes légués par le physicien Pouillet, 480 volumes légués par Théodore Belamy, en plus de ses propres dons. De plus, Castan effectue un travail d’archivistique en classant les archives communales, en rédigeant l’inventaire des délibérations municipales et en dépouillant les registres des comptes communaux. Il est également responsable d’avoir mis en sûreté dans la cave les manuscrits et les livres précieux de la bibliothèque de Besançon lorsqu’il a vu l’avancée de l’ennemi lors de la guerre Franco-Prussienne de 1870-1871.
Castan s'intéresse à l'histoire de la Franche-Comté, particulièrement dans l'Antiquité. Il prend part à la polémique sur l'emplacement d'Alésia et entreprend de retrouver les vestiges de la cité gallo-romaine de Vesontio. Des fouilles entreprises non loin de la Porte Noire font apparaître un mystérieux édifice semi-circulaire, qu'il croit être le théâtre de la ville. L'emplacement prend le nom de square Castan en 1898.
Parallèlement, il étudie l'histoire de la Franche-Comté à l'époque moderne, publie de nombreuses études et participe à l'édition de la correspondance du cardinal de Granvelle.
Il est nommé membre correspondant de l'Académie des inscriptions et belles-lettres en 1875 et membre associé de l'Académie royale de Belgique en 1881. Il occupe le poste de président de la Société d’émulation de Doubs pendant 14 ans, où il introduit ses recherches historiques et le résultat de ses travaux archéologiques.
Auguste Castan se sert de l’histoire pour défendre ses points de vue politiques régionalistes et partisanes, ce qui est apprécié localement, mais qui contribue également à son discrédit posthume. Ainsi, sa personnalité s’inscrit en contradiction entre vérification de faits historiques et militantisme régionaliste. Contradiction constatée notamment à travers ses notes personnelles retrouvées par sa veuve après sa mort, constituant son journal intime.
Auguste Castan meurt en 1892 d’une attaque d’apoplexie. Ses papiers sont aujourd’hui conservés sous la domination «Collection Auguste Castan» à la bibliothèque de Besançon.

## Journal
Parmi les documents retrouvés d’Auguste Castan par sa veuve après la mort de celui-ci se trouvait un cahier de 93 feuillets de format 33 x 21 cm constituant ses notes personnelles, ses pensées et sa correspondance. Ce cahier, qu’on pourrait qualifier d’«égo-archive», témoigne de son déchirement entre son identité d’homme de lettres et son appartenance à la France alors aux prises avec la guerre franco-allemande de 1870. On y retrouve notamment une partie de la correspondance que Castan a entretenu avec son frère, Francis Castan, capitaine d’artillerie et prisonnier de guerre du royaume de Prusse. Ce journal, qui fait sentir l’atmosphère d’une époque notamment par les descriptions qu’il rapporte, est en fait une copie retranscrite par la femme d'Auguste Castan, Marie-Louise-Elisabeth Boll.
Cette égo-archive s’inscrit dans un ensemble plus vaste de journaux intimes écrits par des civils pendant le conflit franco-prussien de 1870-1871. Ces écrits de type égo-histoire sont utiles aux historiens notamment pour dresser un portrait de l'appartenance socio-culturelle et des expériences vécues par les hommes, les femmes et les enfants ayant été acteurs et témoins du conflit. Le manuscrit du journal d’Auguste Castan est conservé à la Bibliothèque d’étude de Besançon (Fonds Auguste Castan, Manuscrit 1838). Une copie numérique a été transcrite et annotée par Sandra Chapelle dans le cadre de son mémoire de Master recherche soutenu à l'Université de Franche-Comté en 2009.

### Extraits
« 24 octobre (lundi)
Dans les deux journées de samedi et de dimanche l'ennemi aurait perdu sous nos murs près de 1,200 hommes, tant tués que blessés et prisonniers. Dès le matin il a opéré sa retraite en rétrogradant vers le nord. La pointe sur Besançon n'aurait été qu'une feinte pour masquer son mouvement sur Lyon. Garibaldi, dont il paraît avoir peur, l'attend aux environs de Dole et tâchera de le rabattre sur nous pour lui faire sentir plus complètement l'action des forces de Cambriels. Une aurore boréale vers huit heures du soir a fait croire un instant à des exploits incendiaires des Prussiens ».
« 25 Décembre (dimanche)
Aujourd'hui c'est noël, jour doublement férié pour ces Allemands qui nous ruinent et nous égorgent ! C'est pour nous une bien innocente vengeance de penser qu'ils ont des larmes dans les yeux et dans le cœur de songer qu'ils n'ont pas mangé en famille le plat traditionnel de l'oie de Noël ! Si cette vexation pouvait contribuer à leur faire prendre en haine le fanatique Guillaume, le fourbe Bismarck et le féroce de Moltke ! Mais ces pauvres gens, qui voudraient bien être chez eux, sont valets par tempérament et toutes leurs rébellions intentionnelles échouent devant un regard ou une claque de leurs officiers. N'importe s'ils sont découragés comme leurs lettres en témoignent, ils se battront pour la forme et se laisseront volontiers encager ».

## Œuvres
Auguste Castan a écrit et contribué à 272 œuvres, dont plusieurs catalogues, notices, notes de voyage, bibliographies, guides, cartes, livres historiques, etc. Quelques-unes de ses œuvres et contributions ont également été publiées de façon posthume, dont le Catalogue des incunables de la Ville de Besançon (1893), La Cité des Séquanes, d'après les textes des historiens ou des géographes et les inscriptions romaines (1894), Notice sur l'hôpital du Saint-Esprit de Besançon (1906), etc.

## Sources
- Léonce Pingaud, « Auguste Castan et le catalogue des incunables de Besançon », Le Magasin pittoresque, série II, tome XII, 1894, p. 388-390